# Верх-Турка
Верх-Турка — деревня в Кунгурском районе Пермского края, входит в состав Калининского сельского поселения.

## География
Деревня находится в западной части Кунгурского района примерно в 17 километрах от села Бырма по прямой на запад-юго-запад.

## Климат
Климат умеренно-континентальный с продолжительной снежной зимой и коротким, умеренно-теплым летом. Средняя температура июля составляет +17,8 0С, января −15,6 0С. Среднегодовая температура воздуха составляет + 1,3°С. Средняя продолжительность периода с отрицательными температурами составляет 168 дней и продолжительность безморозного периода 113 дней. Среднее годовое количество осадков составляет 539 мм.

## История
Известна с 1863 года. С 1903 года до тридцатых годов была селом. В деревне находилась Николаевская церковь (действовала с 1903 по 1931 год). До 2018 года входила в состав Бырминского сельского поселения до его упразднения, ныне рядовой населённый пункт Калининского сельского поселения.

## Население
Постоянное население составляло 82 человека в 2002 году (96 % русские), 51 человек в 2010 году.